# جاده خوب (فیلم)
جاده خوب (به انگلیسی: The Good Road) فیلمی محصول سال ۲۰۱۳ و به کارگردانی گیان کوره‌آ است. در این فیلم بازیگرانی همچون اجی گهی، سونالی کولکارنی ایفای نقش کرده‌اند.